# Rothamsted Manor

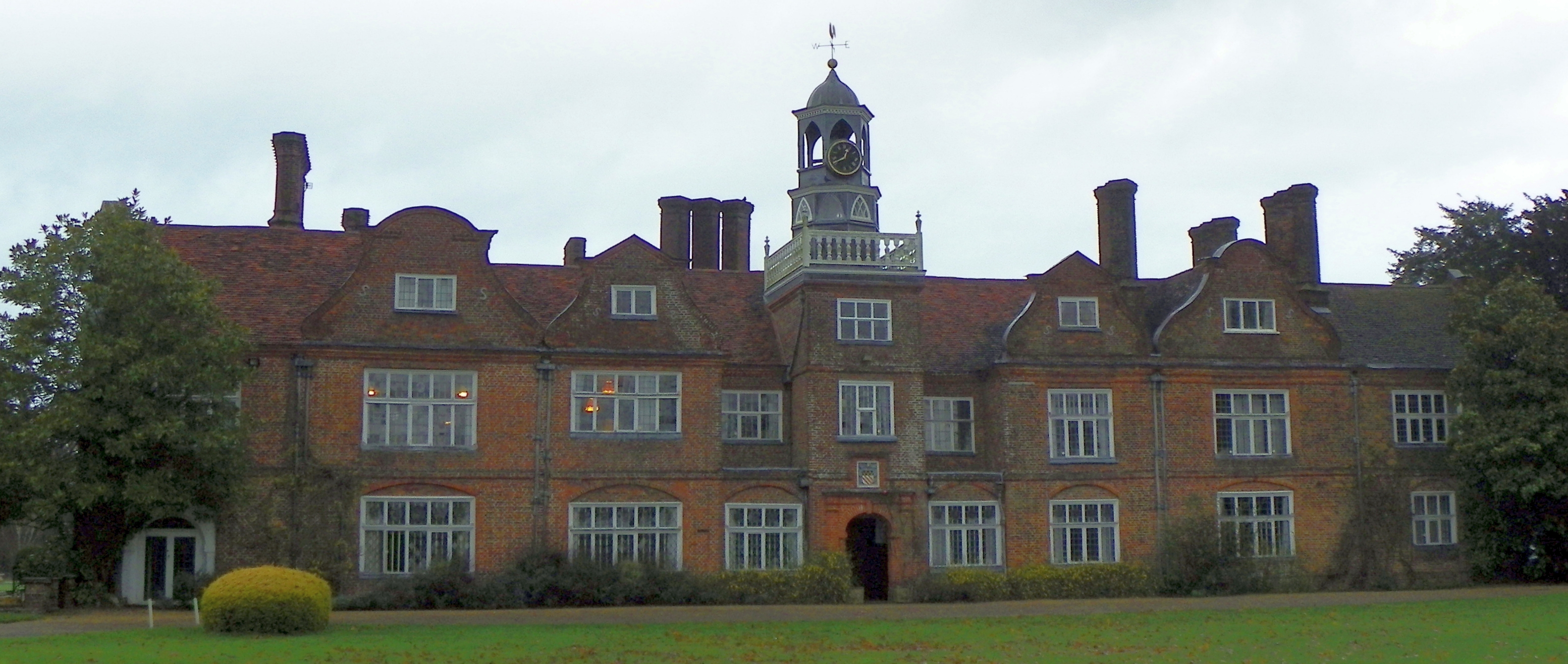
Das Rothamsted Manor House, ein Herrenhaus in der englischen Stadt Harpenden

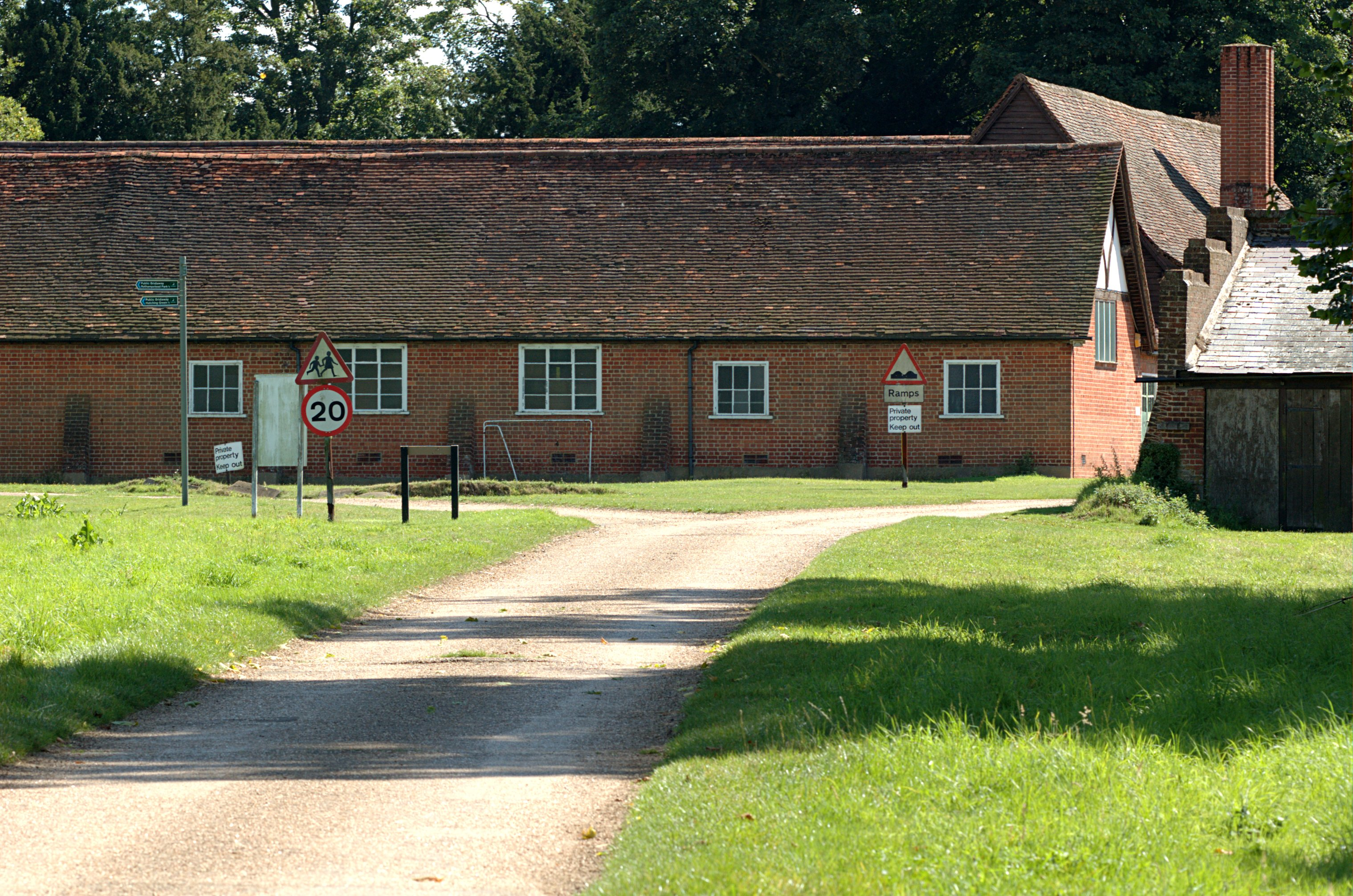
Nebengebäude

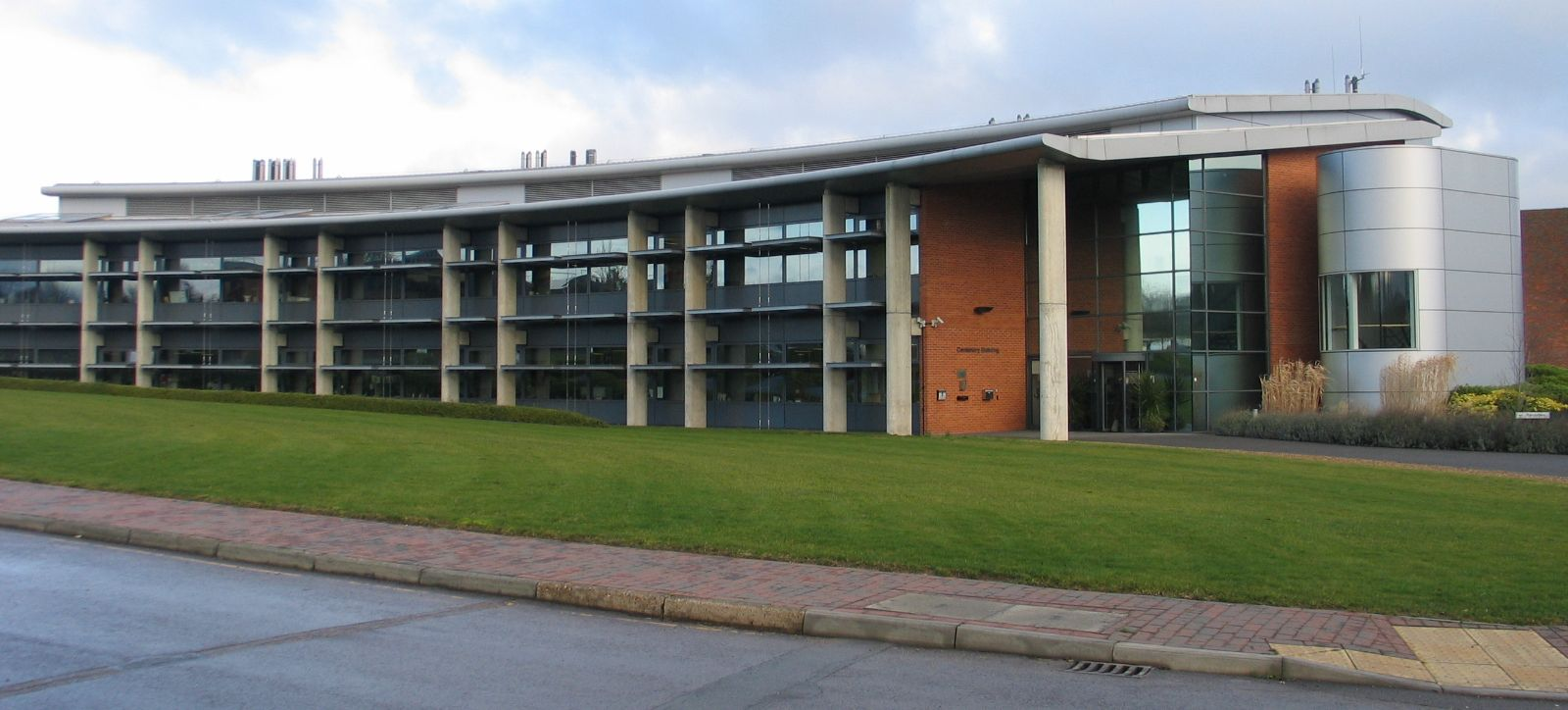
Das 2003 eröffnete Centenary Building. Hier arbeiten mehr als zwei Drittel der Wissenschaftler von Rothamsted Research.

Rothamsted Manor ist ein Herrenhaus in der englischen Stadt Harpenden. Es liegt etwa 40 km nördlich von London in der Grafschaft Hertfordshire. Während des Mittelalters war es ein Rittergut (englisch manor). Im Zweiten Weltkrieg befand sich dort eine wichtige Funkabhörstelle (englisch Y station) des britischen Geheimdienstes.

## Geschichte
Das Anwesen wird urkundlich zum ersten Mal im Jahr 1212 erwähnt, als es von Henry Gubion erworben wurde. Im Jahr 1292 wechselte der Besitz auf William Nowell, der es 1355 an Ralph de Creci veräußerte. Durch Heirat seiner Erbin Elizabeth Cressy mit Edmund Bardolph im Jahr 1519 gelangte es in den Besitz der Bardolph-Familie, bevor es 1623 von Anne Wittewronge, der Witwe von Jacob Wittewronge, im Namen ihres damals vierjährigen Sohnes John erworben wurde. John wurde 1639 der Lord des Manor of Rothamsted und vererbte den Besitz weiter in der Familie. Am 28. Dezember 1814 wurde John Bennet Lawes im Haus geboren. Er gründete später die Rothamsted Experimental Station, die heutige Rothamsted Research.
Rothamsted Manor mitsamt der umgebenden Gärten wurden in den 1930er-Jahren von der Familie Lawes-Wittewronge für 35.000 Pfund Sterling gekauft. Im Zweiten Weltkrieg wurde es requiriert und in eine Funkabhörstelle (Y station) der britischen Government Code and Cypher School (G.C.& C.S.) (deutsch etwa „Staatliche Code- und Chiffrenschule“) umgewandelt und fungierte als Harpenden Y Station (deutsch „Funkabhörstelle Harpenden“).
Nach dem Krieg diente es eine Zeit lang als Gästehaus und ist heute ein exklusiver Veranstaltungsort in Harpenden.